# Programme nucléaire du Brésil

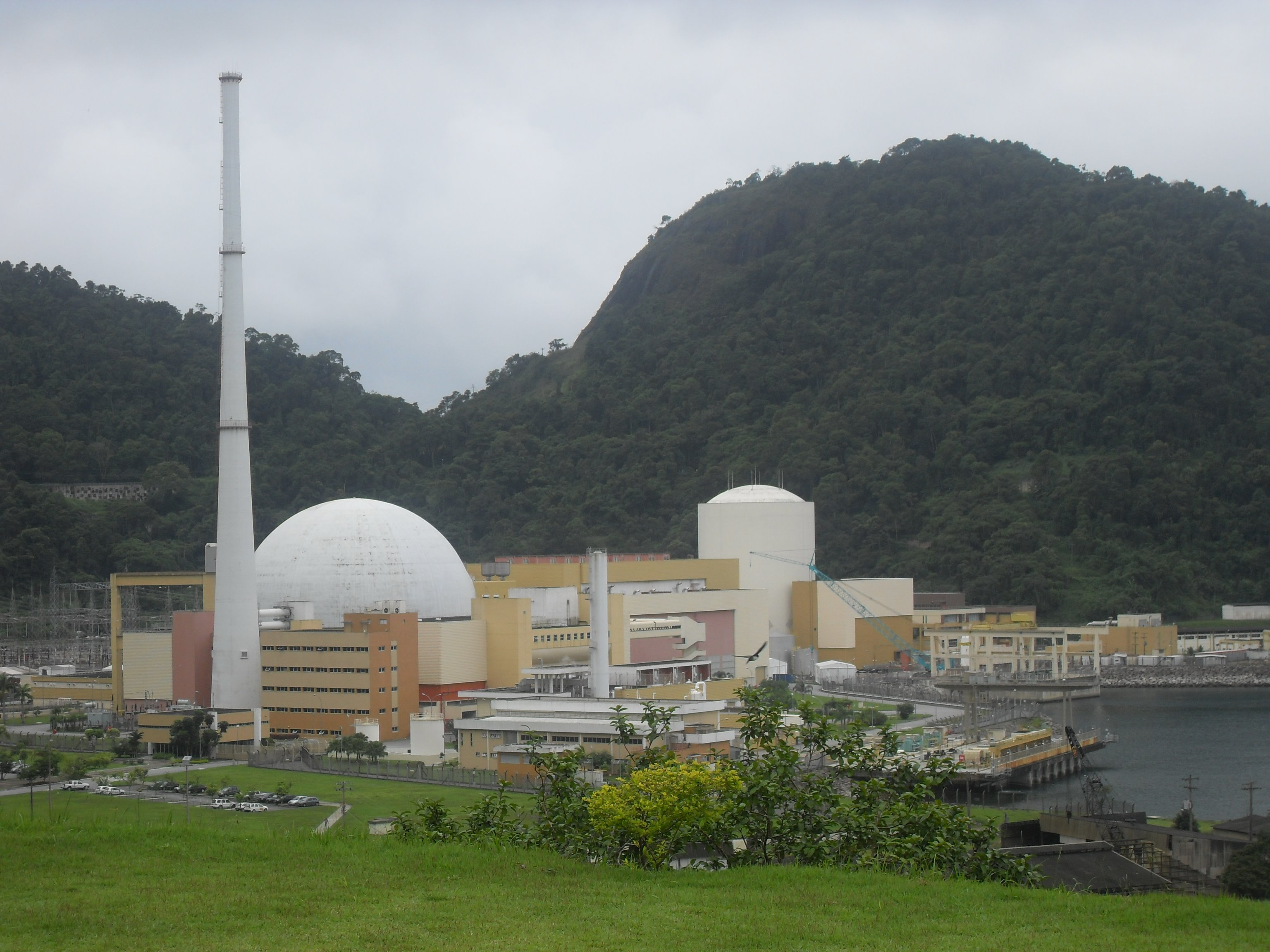
Centrale nucléaire d'Angra

Le programme nucléaire du Brésil définit les activités dans le domaine de l'énergie nucléaire au Brésil.

## Nucléaire civil

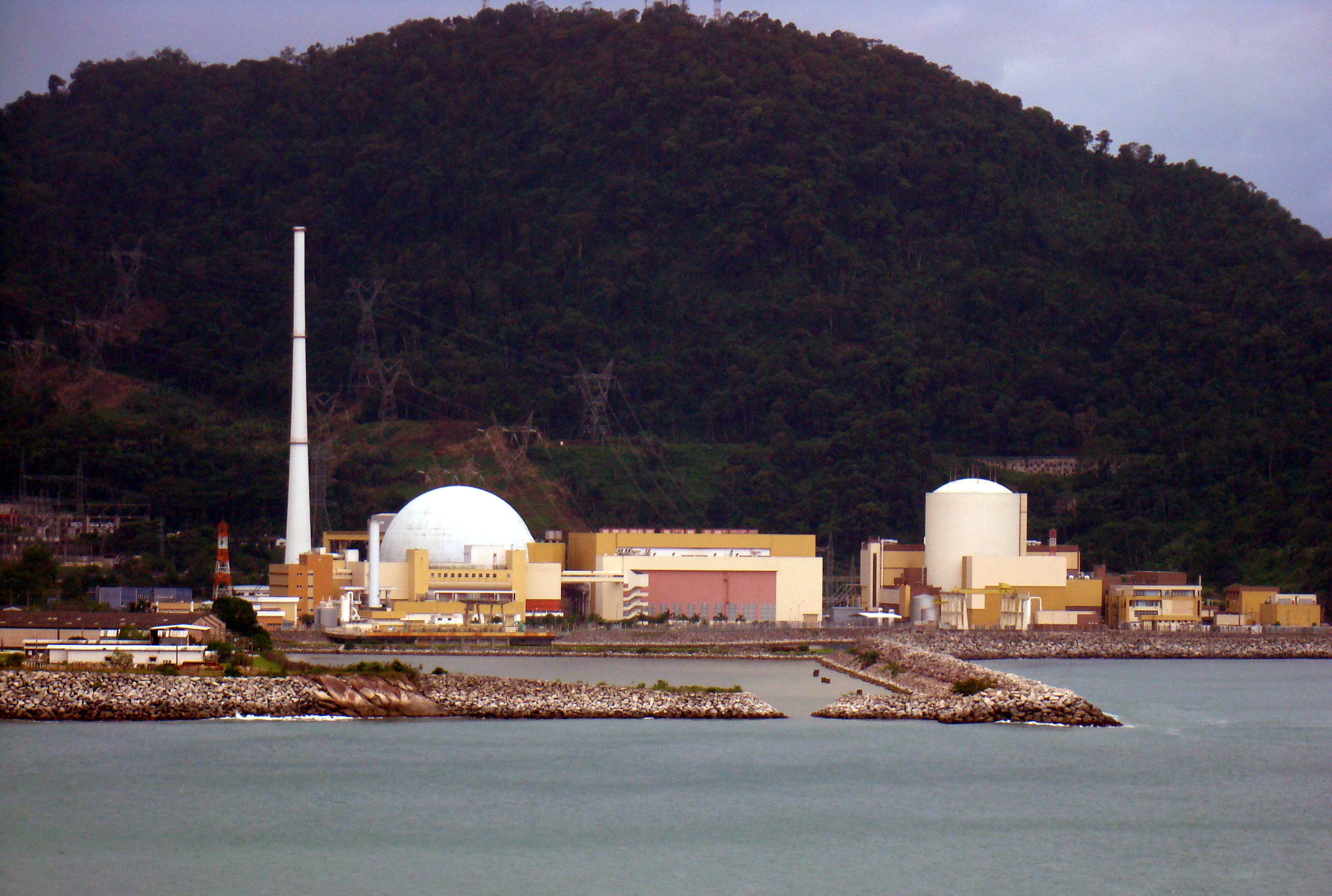
Angra.

Le nucléaire civil représente environ 3 % de la production électrique du pays et 40 % de celle produite  dans l'État de Rio de Janeiro. Deux réacteurs à eau pressurisée sont en activité dans la centrale nucléaire d'Angra. La construction d'un troisième réacteur a débuté en juin 2010, son exploitation devait débuter en mai 2018, cependant, en raison de l'interruption des travaux, le démarrage des opérations a été reporté à 2024. La société brésilienne chargée de la production d'énergie nucléaire est Eletronuclear. La prospection, l'extraction et l'export d'uranium s'effectuent sous le contrôle de l’État brésilien qui exerce son contrôle via Indústrias Nucleares do Brasil, le gouvernement s'étant cependant déclaré prêt à impliquer des entreprises privées dans le secteur du combustible nucléaire.